# Bwana
Pour plus de détails, voir Fiche technique et Distribution.
Bwana est un film espagnol réalisé par Imanol Uribe, sorti en 1996.

## Synopsis
Un chauffeur de taxi, Antonio, son épouse Dori et leurs deux enfants, Ivan et Jessy vont avec la voiture de fonction de leur père passer une journée dans un coin désert de la côte espagnole pour y pêcher des coques.
Le coin n'est pas si désert qu'il n'y paraît car ils vont y rencontrer, dans leur « restaurant », un baraquement qui sert de couverture à leurs activités, trois contrebandiers, Rafa, Pepe et Joaquim, puis près de leur caravane, trois skinheads, Michael, Uta et Román et enfin deux noirs jetés à la mer par leurs passeurs, Ombasi et Yambo qui ont rejoint la côte à la nage.
Cette famille en plus de ses difficultés intinsèques va être confrontée à tous les problèmes aigus que soulève la rencontre de tous ces personnages si différents.
Antonio ayant ôté une bougie de sa voiture pour qu'on ne lui vole pas son taxi pendant qu'ils pêchent les coques, l'égare dans le sable ce qui contraint toute la famille à rester sur place puis à passer la nuit à la belle étoile. Malgré les fantasmes du père, de la mère et des enfants et les difficultés de communication, les enfants ayant froid, ils vont passer la nuit en compagnie d'Ombasi qui a allumé un feu de camp et qui veille le corps de son compagnon Yambo qui s'est noyé en tentant de regagner le rivage. Dori qui n'est pas insensible au charme d'Ombasi refoule ses sentiments par des digressions puériles mais lorsque le noir se baigne au lever du soleil, elle cède à son invitation et avance dans la mer sous les yeux de son mari médusé.
Sur ces entrefaites surgissent les trois skinheads avec leurs deux motos et leurs battes de baseball qui à la vue d'une femme blanche s'approchant d'un noir pour se baigner avec lui, sont pris d'une folie furieuse et veulent castrer le noir. Mais Rafa qui avait rejoint le petit groupe autour du feu de camp, parce qu'au cours du déchargement des colis de contrebande en pleine nuit, ses complices croyant à l'arrivée de la police ne l'avaient pas attendu, s'empare de la moto de l'un des skinheads et s'enfuit. Ceux-ci le prennent en chasse, le rattrapent et le massacrent à mort.
La famille et Ombasi profitant de la diversion et de la dispersion du trio raciste s'enfuient. Dori ayant retrouvé la bougie peu de temps auparavant toute la famille rejoint la voiture pour rentrer au plus vite tandis qu'Ombasi court pour échapper à la mort…

## Fiche technique
- Titre original : Bwana
- Réalisation : Imanol Uribe
- Scénario : Francisco Pino, Joan Potau (es), Imanol Uribe d'après la pièce de théâtre Le Regard sombre de l'homme sombre d'Ignacio del Moral (es)
- Photographie : Javier Aguirresarobe
- Son : Gilles Ortion (direction)
- Montage : Teresa Font
- Direction artistique : Félix Murcia
- Décors : Ramón Moya, Félix Murcia
  - Décor du parc naturel du cap de Gata-Nijar, Almeria, en Andalousie (Espagne)
- Costumes : Helena Sanchis
- Musique : José Nieto
- Production : Antonio Cardenal
- Sociétés de production : Aurum, canal+ españa, Antena 3 television, Creativos Asociados de Radio y Televisión (Cartel), Origen Producciones Cinematograficas S.A.
- Pays d'origine :  Espagne
- Sociétés de distribution : Lider Films, Primer Plano Film Group (Argentine)
- Format : Couleurs.
- Genre : Drame.
- Durée : 81 minutes.
- Date de sortie : Espagne : 27 septembre 1996

## Distribution
- Andrés Pajares : Antonio
- María Barranco : Dori
- Emilio Buale (es) : Ombasi
- Paul Berrondo (ca) : Michael
- Miguel del Arco (es) : Román
- Andrea Granero : Jessy
- Patricia López Schlichting : Uta
- Alejandro Martinez : Ivan
- Santiago Nang : Yambo
- José Quero : Pepe
- César Vea (es) : Joaquim
- Rafael Yuste (es) : Rafa

## Distinctions
- 1996 : Aigrette d'Or pour la meilleure réalisation à Imanol Uribe au festival du film hispanique de Miami.
- 1996 : Aigrette d'Or pour la meilleure actrice à Maria Barranco au festival du film hispanique de Miami.
- 1996 : Coquille d'or du meilleur film au festival international de Saint-Sébastien.
- 1996 : Prix du jury pour la meilleure photographie à Javier Aguirresarobe au festival de Saint-Sébastien.
- 1997 : Imanol Uribe nommé au Prix Goya du meilleur réalisateur à Madrid.
- 1997 : Bwana nommé au Prix Goya du meilleur film à Madrid.
- 1997 : Emilio Buale nommé au Prix Goya de la meilleure révélation de l'année à Madrid.
- 1997 : Distinction pour la meilleure partition à José Nieto au Cinespaña à Toulouse.
- 1997 : Premio ACE du meilleur acteur à Andrés Pajares.
- 1997 : Emilio Buale nommé meilleure révélation de l'année par l'Union des Acteurs espagnols.
- 1997 : Miguel Del Arco nommé meilleur second rôle par l'Union des Acteurs espagnols.

## Autour du film
- « Bwana » est le mot utilisé par les noirs pour désigner les blancs dans les films de Tarzan.
- Le site « SAN SEBASTIAN Film Festival 1996 - Films »  propose une analyse détaillée du film.